# Гомоскедастичність

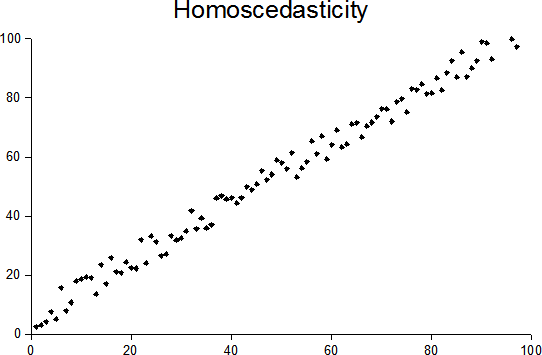
Зображення з випадковими даними, що показує гомоскедастичність

Гомоскедастичність — незалежність дисперсії випадкових складових від номера спостереження. Вимога гомоскедастичності є однією з умов класичної моделі лінійної регресії. При її виконанні оцінки звичайного методу найменших квадратів мають найменшу дисперсію серед усіх незміщених оцінок коефіцієнтів лінійної моделі.
У випадку значної залежності дисперсії випадкових складових від незалежних змінних має місце гетероскедастичність.

## Тести на гомоскедастичність
- Тест Бройша-Паґана;
- Тест Конкера-Бассе;
- Тест Ґолдфельда-Квандта.